# Championnat centre-européen des clubs féminin de volley-ball
La Ligue européenne de la MEVZA est une compétition régionale de volley-ball concernant six fédérations d'Europe centrale. Elle est organisée par la Middle European Volleyball Zonal Association (MEVZA). Elle a été créée en 2005.

## Palmarès
| Année | Champion                | Finaliste               | Troisième                          | Quatrième                |
| ----- | ----------------------- | ----------------------- | ---------------------------------- | ------------------------ |
| 2006  | VK OMS Senica           | Slavia Bratislava       | SVS Post Schwechat                 | OK Hit Nova Gorica       |
| 2007  | VK OMS Senica           | OK Hit Nova Gorica      | SVS Post Schwechat                 | Nova KBM Branik Maribor  |
| 2008  | OK Hit Nova Gorica      | SVS Post Schwechat      | Nova KBM Branik Maribor            | ŽOK Rijeka               |
| 2009  | ZOK Rijeka KWSO         | SVS Post Schwechat      | OK Hit Nova Gorica                 | Nova KBM Branik Maribor  |
| 2010  | Nova KBM Branik Maribor | ŽOK Split 1700          | ZOK Rijeka KVIG                    | SVS Post Schwechat       |
| 2011  | VK Modřanská Prostějov  | SVS Post Schwechat      | VK Doprastav Bratislava            | Nova KBM Branik Maribor  |
| 2012  | Nova KBM Branik Maribor | SVS Post Schwechat      | Slávia EU Bratislava               | VK Doprastav Bratislava  |
| 2013  | Nova KBM Branik Maribor | SVS Post Schwechat      | Calcit Kamnik                      | VK Doprastav Bratislava  |
| 2014  | Calcit Kamnik           | Nova KBM Branik Maribor | VK Doprastav Bratislava            | SVS Post Schwechat       |
| 2015  | Nova KBM Branik Maribor | Calcit Kamnik           | ATSC Sparkasse Wildcats Klagenfurt | SVS Post Schwechat       |
| 2016  | Calcit Kamnik           | Linamar Békéscsaba      | Vasas SC-Óbuda                     | Nova KBM Branik Maribor  |
| 2017  | Linamar Békéscsaba      | Calcit Kamnik           | Nova KBM Branik Maribor            | HAOK Mladost Zagreb      |
| 2018  | Linamar Békéscsaba      | VK UP Olomouc           | Nova KBM Branik Maribor            | HAOK Mladost Zagreb      |
| 2019  | VK UP Olomouc           | Nova KBM Branik Maribor |                                    |                          |
| 2020  | Calcit Kamnik           | Nova KBM Branik Maribor | ŽOK Bimal-Jedinstvo Brčko          | Gen-I Volley Nova Gorica |

## Bilan par clubs
| # | Clubs                   | Victoires | Années                 |
| - | ----------------------- | --------- | ---------------------- |
| 1 | Nova KBM Branik Maribor | 4         | 2010, 2012, 2013, 2015 |
| 2 | Calcit Kamnik           | 3         | 2014, 2016, 2020       |
| 3 | VK OMS Senica           | 2         | 2006, 2007             |
| 3 | Békéscsabai RSE         | 2         | 2017, 2018             |
| 5 | OK Hit Nova Gorica      | 1         | 2008                   |
| 5 | ŽOK Rijeka              | 1         | 2009                   |
| 5 | VK Prostějov            | 1         | 2011                   |
| 5 | VK UP Olomouc           | 1         | 2019                   |

## Bilan par nations
| # | Pays               | Médaille d'or | Médaille d'argent | Médaille de bronze | Total |
| 1 | Slovénie           | 8             | 6                 | 5                  | 19    |
| 2 | Slovaquie          | 2             | 1                 | 3                  | 6     |
| 3 | Hongrie            | 2             | 1                 | 1                  | 4     |
| 4 | Tchéquie           | 2             | 1                 | -                  | 3     |
| 5 | Croatie            | 1             | 1                 | 1                  | 3     |
| 6 | Autriche           | -             | 5                 | 3                  | 8     |
| 7 | Bosnie-Herzégovine | -             | -                 | 1                  | 1     |